# Експлозив (ТВ емисија)
Експлозив је документарна телевизијска емисија која се приказује на Првој телевизији.
Настала је по узору на истоимену емисију немачког РТЛ-а. Приказивање је почело 20. септембра 2010. године и била је један од главних програмских адута новонастале Прве телевизије. У првих 14 сезона (2010-2024) емитовала се у вечерњем термину радним данима, да би у 15. сезони формат био промењен и од тада се емитује недељом у 18.55. У сваком издању новинари доносе приче из различитих крајева Србије, региона и света. Формат је брзо стекао популарност међу публиком због широког дијапазона тема које обрађује. Мото емисије гласи "Аутентичне, животне приче које никога неће оставити равнодушним". Неки од запаженијих прилога Експлозива скренули су пажњу јавности на децу којој је потребан новац за лечење или позвали на прикупљање хуманитарне помоћи. Током више од десет година емитовања, Експлозив је донео репортаже из базе Бондстил, масонских ложа и Легије странаца, те екранизовао многобројне феномене, обичаје и шокантне приче.
Од самог почетка, ову емисију ствара уреднички тандем Марија Пребег Павић и Дејан Вученовић, као и водитељи Јасна Ђуровић (претходно Јовановић) и Срђан Карановић. Јасна Ђуровић је у јуну 2022. године напустила ТВ Прва, а заменила је Ана Рајковић. Срђана Карановића је у 15. сезони заменила Марија Вукићевић.

## Награде и признања
Новинари редакције Експлозива константно освајају награде на бројним фестивалима у Србији и иностранству, као што су Интерфер, Прес витез и др.
Јасна Ђуровић је 2019. године освојила награду за новинарску хуманост "Ђоко Вјештица", пошто је својим прилозима у овој емисији помогла прикупљање новца за лечење трогодишњег дечака из Аранђеловца.